# Listă de localități din cantonul Solothurn
În cantonul Solothurn  în anul 2009, sunt 125 de localități:
- Aedermannsdorf
- Aeschi
- Aetigkofen
- Aetingen
- Balm bei Günsberg
- Balsthal
- Beinwil
- Bellach
- Bettlach
- Biberist
- Biezwil
- Bolken
- Boningen
- Breitenbach
- Brunnenthal
- Brügglen
- Bärschwil
- Bättwil
- Büren
- Büsserach
- Deitingen
- Derendingen
- Dornach
- Dulliken
- Däniken
- Egerkingen
- Eppenberg-Wöschnau
- Erlinsbach
- Erschwil
- Etziken
- Fehren
- Flumenthal
- Fulenbach
- Gempen
- Gerlafingen
- Grenchen
- Gretzenbach
- Grindel
- Gunzgen
- Gänsbrunnen
- Günsberg
- Halten
- Herbetswil
- Hochwald
- Hofstetten-Flüh
- Hubersdorf
- Hägendorf
- Härkingen
- Kappel
- Kestenholz
- Kleinlützel
- Kriegstetten
- Küttigkofen
- Langendorf
- Laupersdorf
- Lohn-Ammannsegg
- Lommiswil
- Lostorf
- Luterbach
- Lüsslingen
- Matzendorf
- Meltingen
- Messen
- Metzerlen-Mariastein
- Mühledorf
- Mümliswil-Ramiswil
- Nennigkofen
- Neuendorf
- Niederbuchsiten
- Niedergösgen
- Niederwil, Solothurn
- Nunningen
- Oberbuchsiten
- Oberdorf
- Obergerlafingen
- Obergösgen
- Oekingen
- Oensingen
- Olten
- Recherswil
- Rickenbach
- Riedholz
- Rodersdorf
- Rüttenen
- Schnottwil
- Schönenwerd
- Seewen
- Selzach
- Solothurn
- Subingen
- Trimbach
- Tscheppach
- Walterswil
- Wangen bei Olten
- Welschenrohr
- Winznau
- Wisen
- Witterswil
- Wolfwil
- Zuchwil
- Zullwil